# Zbigniew Paleta
Zbigniew Paleta (ur. w Krakowie) – polski skrzypek.

## Życiorys
Ukończył PWSM w Krakowie w klasie prof. Zbigniewa Szlezera.
Grał m.in. z Ewą Demarczyk oraz z Markiem Grechutą i zespołem Anawa. W 1980 roku wyemigrował z żoną Barbarą Paciorek i dwiema córkami – Dominiką i Ludwiką do Meksyku, gdzie osiadł na stałe.
Wystąpił jako aktor w czwartym odcinku serialu Z biegiem lat, z biegiem dni...

## Nagrody
- Nagroda Ariel Meksykańskiej Akademii Wiedzy i Sztuki Filmowej:
  - 1998 wygrana, Srebrny Ariel w kategoriach: 
    - Najlepszy Oryginalny Motyw Muzyczny lub Piosenka, za Libre de culpas (1996)
    - Najlepsza Oryginalna Muzyka Filmowa, za Libre de culpas (1996)

  - 2001 nominacja do Srebrnego Ariela w kategorii:
    - Najlepsza Oryginalna Muzyka Filmowa, za Su alteza serenísima (2000)